# Goris
Pour les articles homonymes, voir Goris (homonymie).
Goris (en arménien : Գորիս), est une ville située au sud-est de l'Arménie, dans la région du Syunik.

## Géographie

### Situation
La ville est située près de la frontière de l'Azerbaïdjan, et sur la route menant à l'Iran, à 254 km d'Erevan et à 67 km de Kapan, la capitale régionale. Située à une trentaine de kilomètres de la frontière avec le Haut-Karabagh, la ville est traversée par la route M2 en direction d'Erevan au nord et de Kapan et de l'Iran au sud. La route M12 prend naissance au nord de la ville et mène à Chouchi et Stepanakert au Haut-Karabagh.

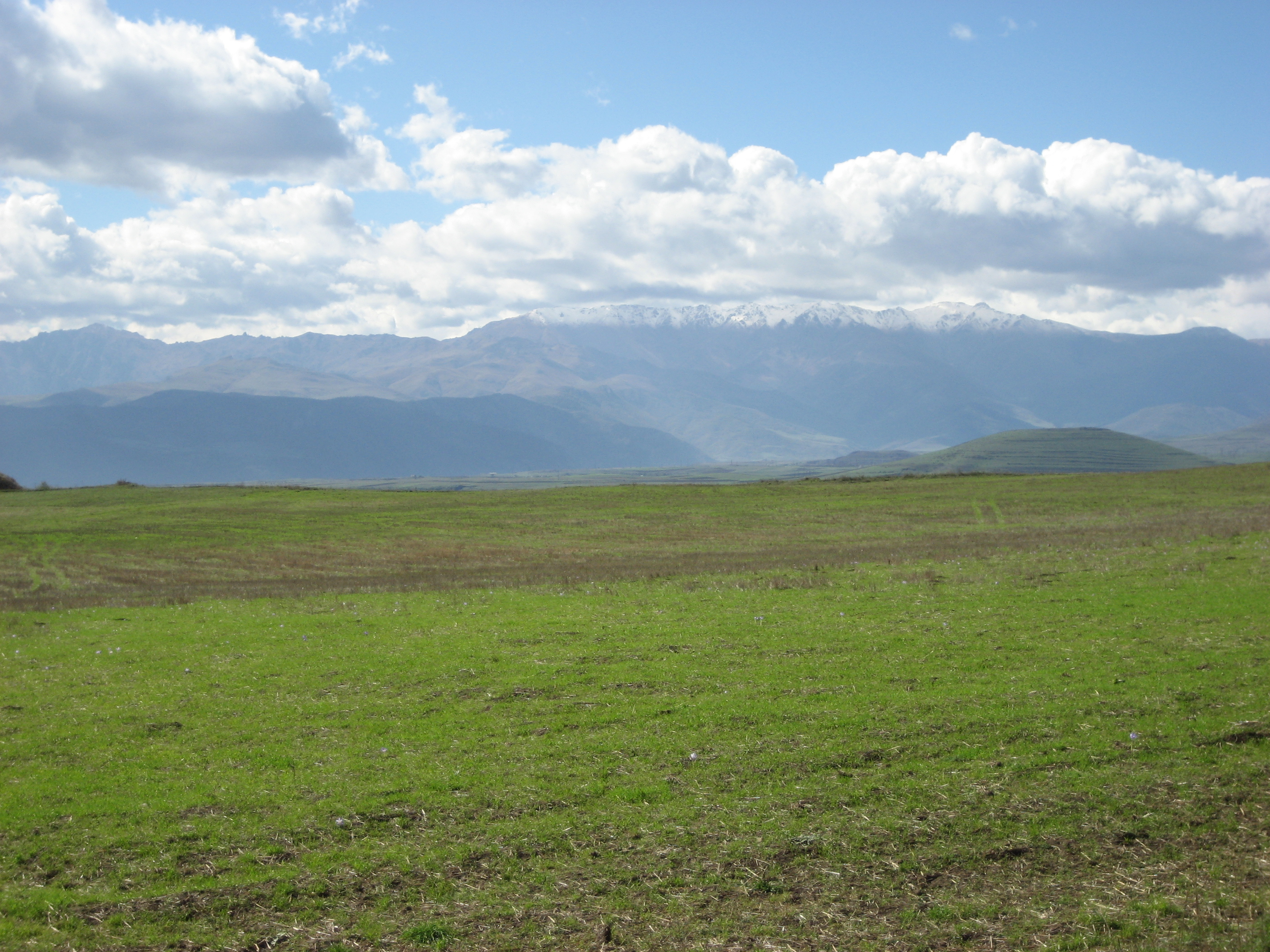
Les montagnes du Zanguezour.
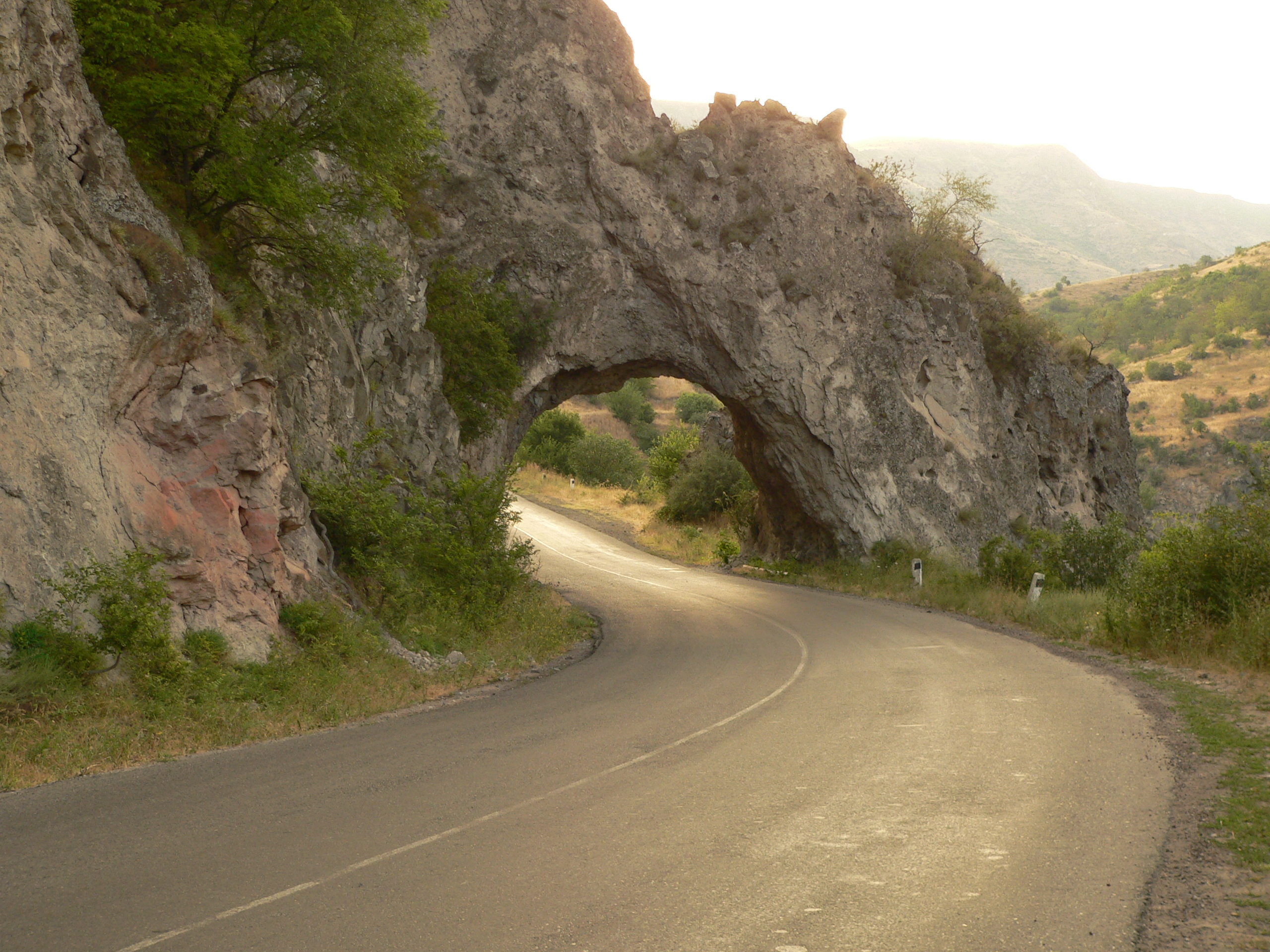
Route menant à Goris.
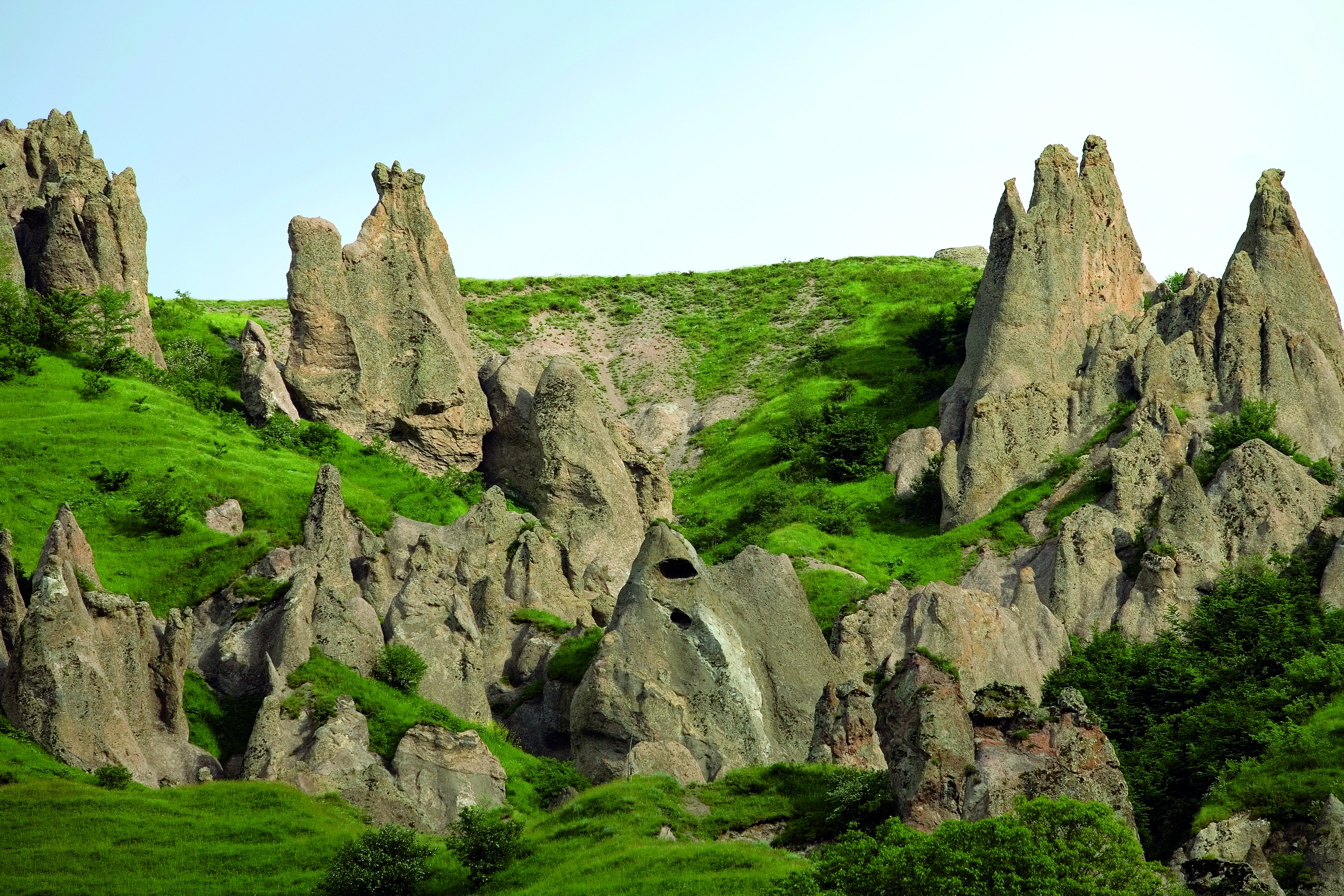
Cheminées de fée à Goris.

### Topographie
Goris est construite dans une cuvette au pied de collines et de montagnes verdoyantes. Son site très encaissé est dominé par des cheminées de fée (hautes de 10 à 20 m) qui se sont créées sous l'action de l'érosion dans les tufs volcaniques. L'altitude y varie entre 1 250 et 1 520 m.

### Hydrographie
La ville est située de part et d'autre de la Goris, un affluent du Vorotan.

### Climat
Le climat de Goris est de type continental.
| Mois                                | jan. | fév. | mars | avril | mai | juin | jui. | août | sep. | oct. | nov. | déc. | année |
| ----------------------------------- | ---- | ---- | ---- | ----- | --- | ---- | ---- | ---- | ---- | ---- | ---- | ---- | ----- |
| Température minimale moyenne (°C)   | −3   | −2   | 0    | 4     | 6   | 9    | 11   | 10   | 9    | 4    | 3    | −1   | 4,2   |
| Température maximale moyenne (°C)   | 1    | 2    | 5    | 10    | 10  | 14   | 16   | 16   | 15   | 9    | 7    | 3    | 9     |
| Précipitations (mm)                 | 6    | 12   | 18   | 36    | 48  | 33   | 6    | 12   | 9    | 24   | 15   | 15   | 19,5  |
| Nombre de jours avec précipitations | 5    | 5    | 8    | 10    | 9   | 7    | 4    | 4    | 6    | 7    | 6    | 7    | 6,5   |

| Diagramme climatique                                  |       |      |       |       |       |       |        |     |      |      |       |
| J                                                     | F     | M    | A     | M     | J     | J     | A      | S   | O    | N    | D     |
| 1−36                                                  | 2−212 | 5018 | 10436 | 10648 | 14933 | 16116 | 161012 | 159 | 9424 | 7315 | 3−115 |
| Moyennes : • Temp. maxi et mini °C • Précipitation mm |       |      |       |       |       |       |        |     |      |      |       |

### Territoire
La communauté couvre 5 039 hectares, dont :
- 4 035 ha de terrains agricoles ;
- 49 ha de terrains industriels ;
- 5 ha alloués aux infrastructures énergétiques, de transport, de communication, etc. ;
- 58 ha d'aires protégées ;
- 255 ha de forêts ;
- 28 ha d'eau[2].

## Histoire
Initialement fondée sur la rive gauche de la rivière locale et en partie constituée de bâtiments troglodytes, Goris est située sur la route médiévale du sel reliant le Nakhitchevan et le Zanguezour à l'Artsakh et à l'Asie centrale. Après 1870, elle se développe sur la rive droite et devient la quatrième ville d'Arménie orientale. Elle est par ailleurs le chef-lieu de l'ouiezd de Zanguezour, dans le gouvernement d'Elizavetpol. La ville est ensuite un centre de la résistance à la soviétisation, menée par Garéguine Njdeh, jusqu'au 2 juillet 1921. À partir des années 1950, la ville se développe sans trop changer de plan urbanistique.
Ville de garnison, Goris s'est développée à l'époque soviétique, mais a conservé dans son centre des immeubles du XIXe siècle avec leurs balcons de bois caractéristiques. Elle devient par ailleurs à la même époque le centre du raion du même nom au sein de la République socialiste soviétique d'Arménie.
Elle garde un rôle militaire important en raison de la proximité du Haut-Karabagh, même si elle a aussi souffert de destructions lors de la guerre ayant opposé l'Arménie à l'Azerbaïdjan à propos de ce territoire. En septembre 2023, la ville a accueilli les réfugiés venant du Haut Karabagh.

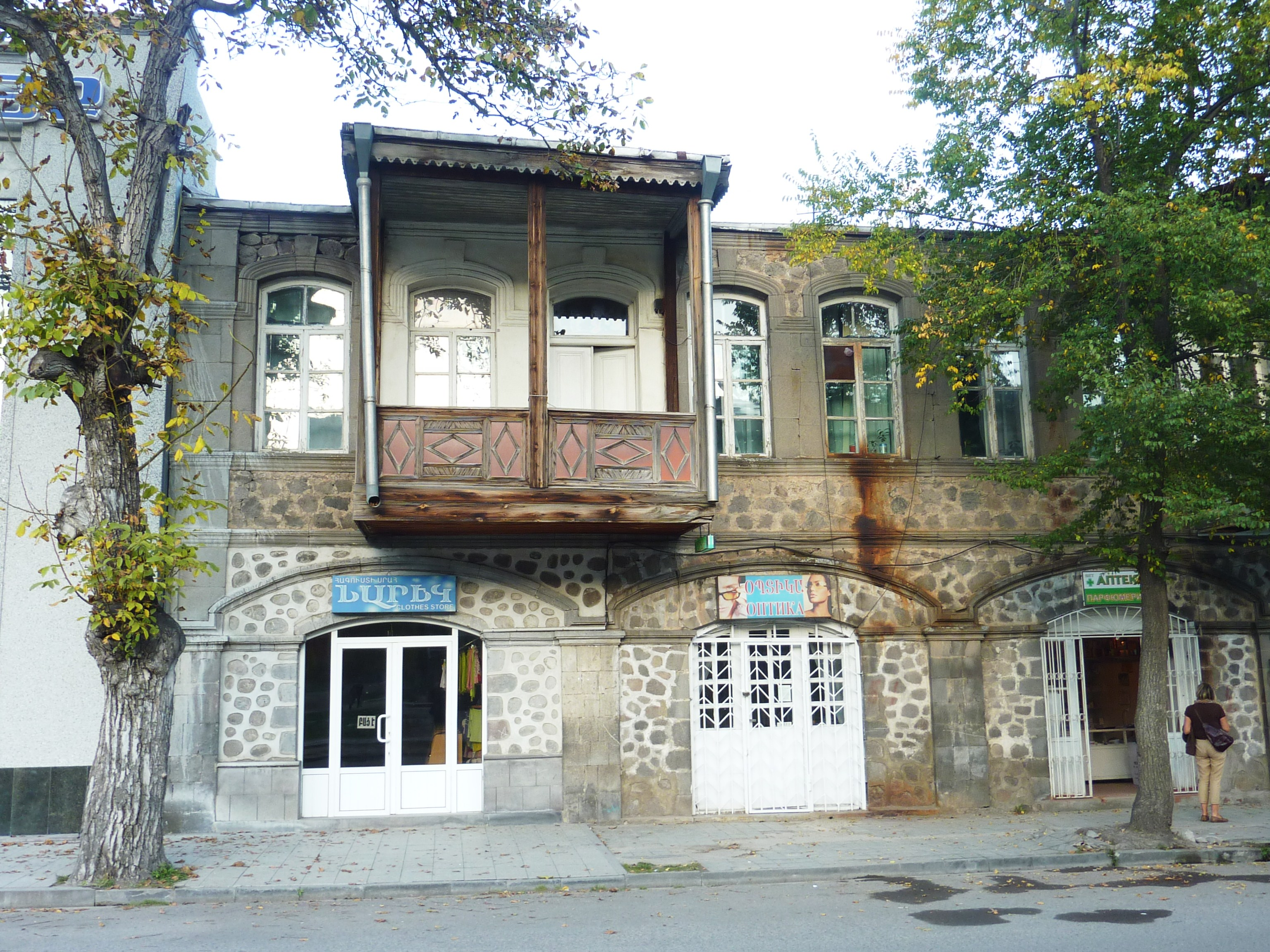
Maison traditionnelle avec balcon de bois dans le centre de Goris.
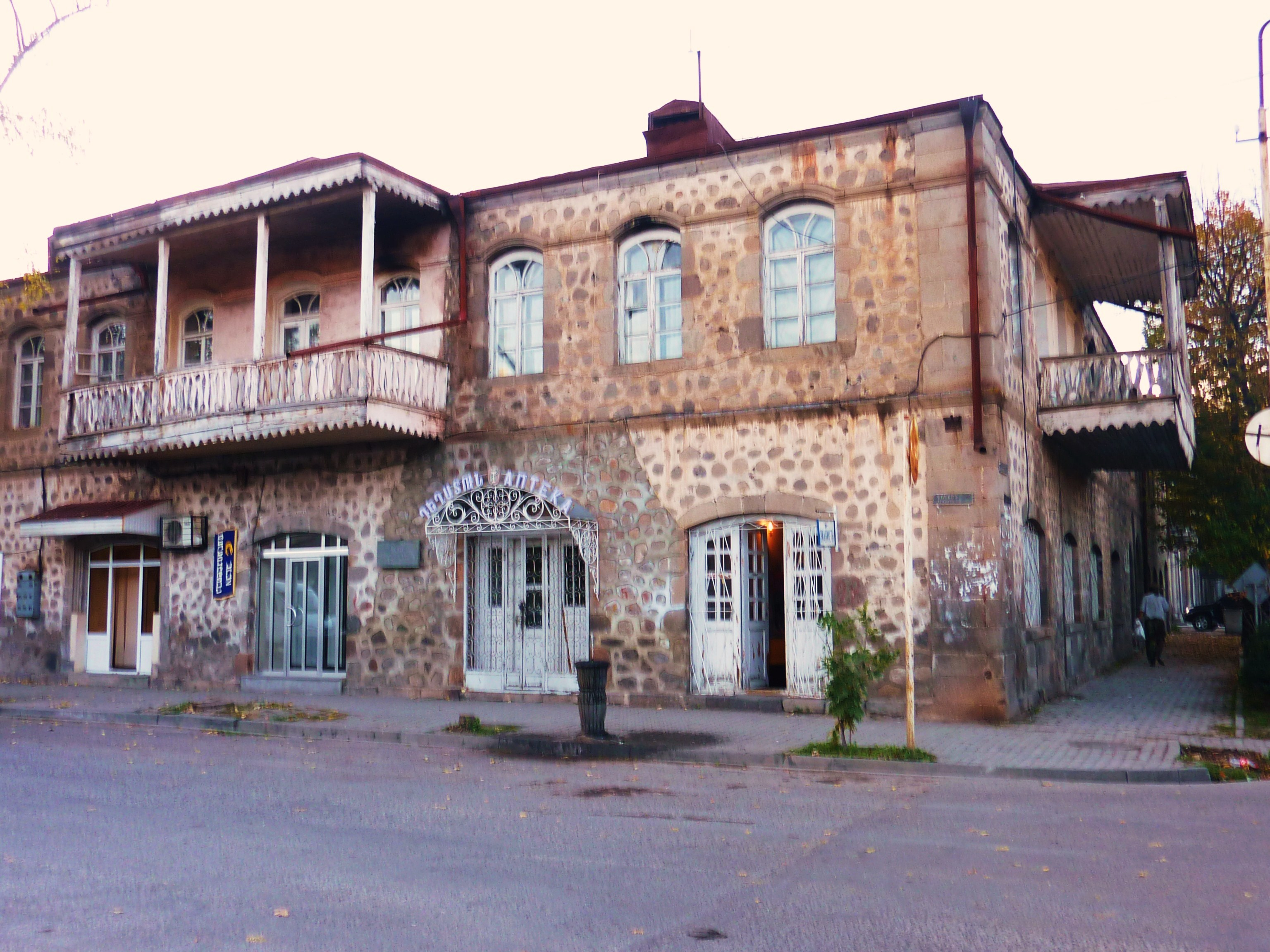
Immeuble avec balcon de bois à Goris.
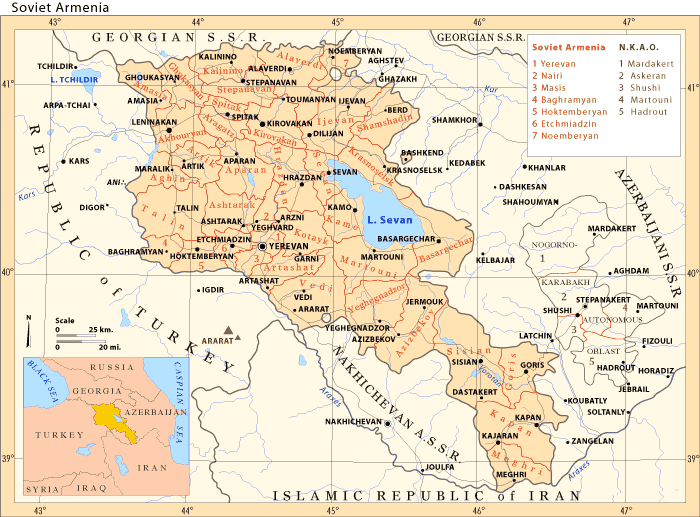
Carte de l'Arménie soviétique et de ses raions.

## Politique et administration
La ville est dirigée par un maire (ou plus correctement le chef de la communauté) et un conseil de quinze membres élus pour quatre ans.
| Période                                  | Période  | Identité           | Étiquette                   | Qualité |
| ---------------------------------------- | -------- | ------------------ | --------------------------- | ------- |
| Les données manquantes sont à compléter. |          |                    |                             |         |
| 1996                                     | 1999     | Souren Khachatrian |                             |         |
| 2000                                     | 2014     | Nelson Voskanian   | Parti républicain d'Arménie |         |
| 2014                                     | 2017     | Adunts Vachagan    |                             |         |
| 2017                                     | En cours | Arouch Arouchanian | Parti de la renaissance     |         |

## Économie
L'économie de la ville repose principalement sur l'industrie (production d'électricité, aliments, textiles, aluminium, métaux, bois, etc.).

## Transports
La ville est dotée d'un aéroport, autrefois en liaison avec l'aéroport Erebouni d'Erevan.
Elle est traversée par la route magistrale 2 et par la  route magistrale 12.

## Démographie
En 2001, la population s'élevait officiellement à 20 840 habitants, mais des années d'émigration, principalement dans les années 1990, font penser qu'elle doit à peine dépasser les 10 000. Elle compte toutefois officiellement 23 074 habitants en 2011.
| 1870  | 1897  | 1959   | 1970   | 1979   | 1989   |
| ----- | ----- | ------ | ------ | ------ | ------ |
| 1 000 | 2 400 | 10 377 | 14 620 | 17 379 | 23 795 |

| 2001   | 2008   | 2011   | 2015   | - | - |
| ------ | ------ | ------ | ------ | - | - |
| 20 840 | 23 048 | 23 074 | 20 300 | - | - |

## Religion
Goris est le siège du diocèse apostolique arménien du Syunik.

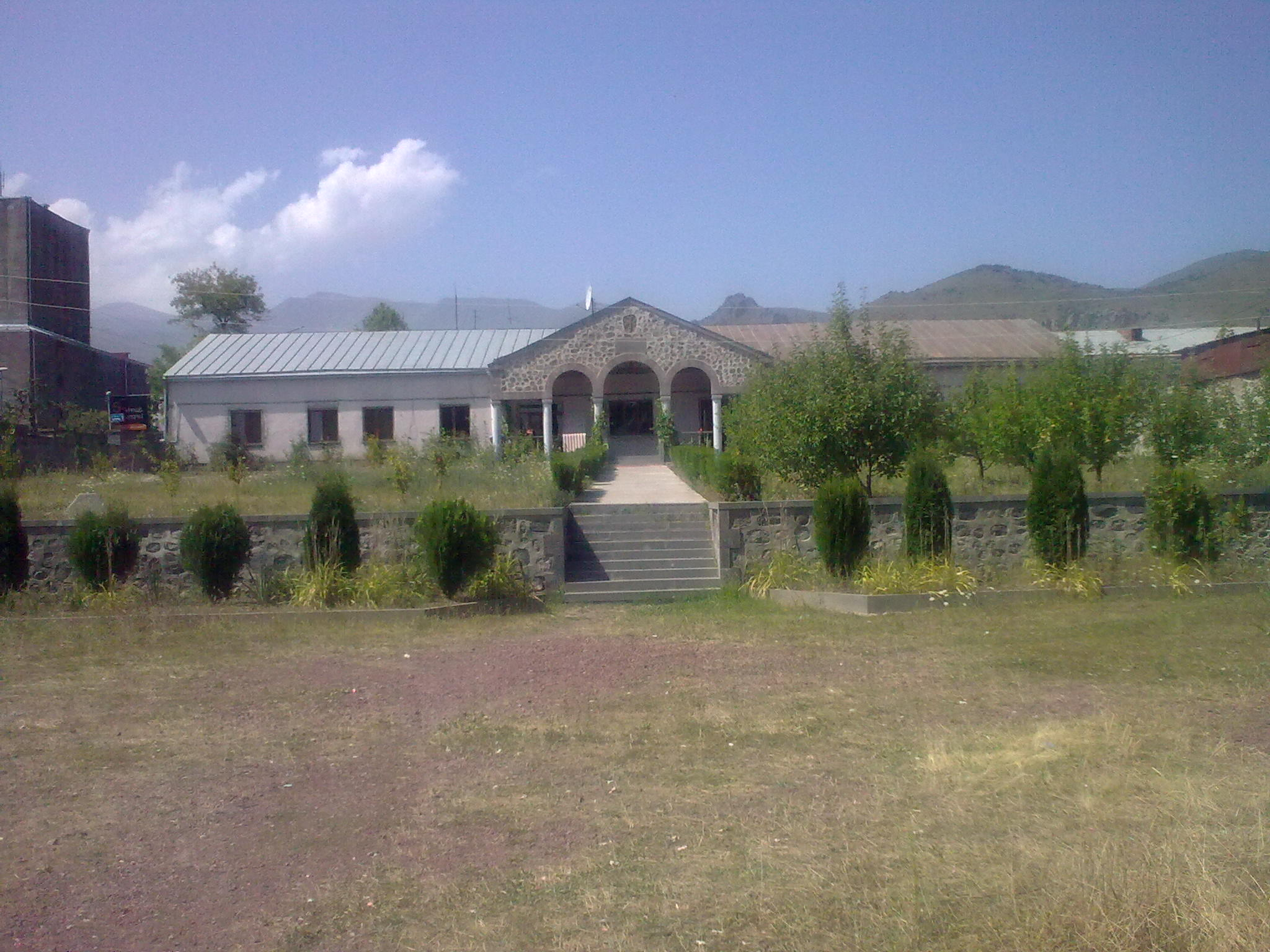
Siège du diocèse.
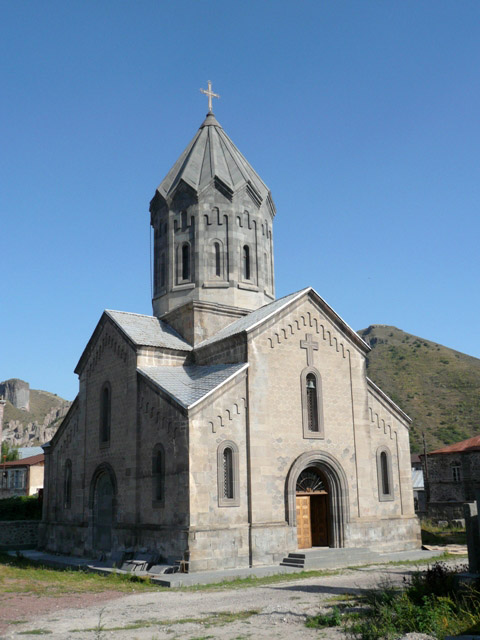
Saint-Grégoire-l'Illuminateur.

## Tourisme
La ville possède deux musées :
- le musée local ;
- le musée Aksel Bakounts[4].

## Jumelages
| Ville | Ville   | Pays | Pays        | Période     |
| ----- | ------- | ---- | ----------- | ----------- |
|       | Niasvij |      | Biélorussie |             |
|       | Vienne  |      | France      | depuis 1992 |